# PackBot

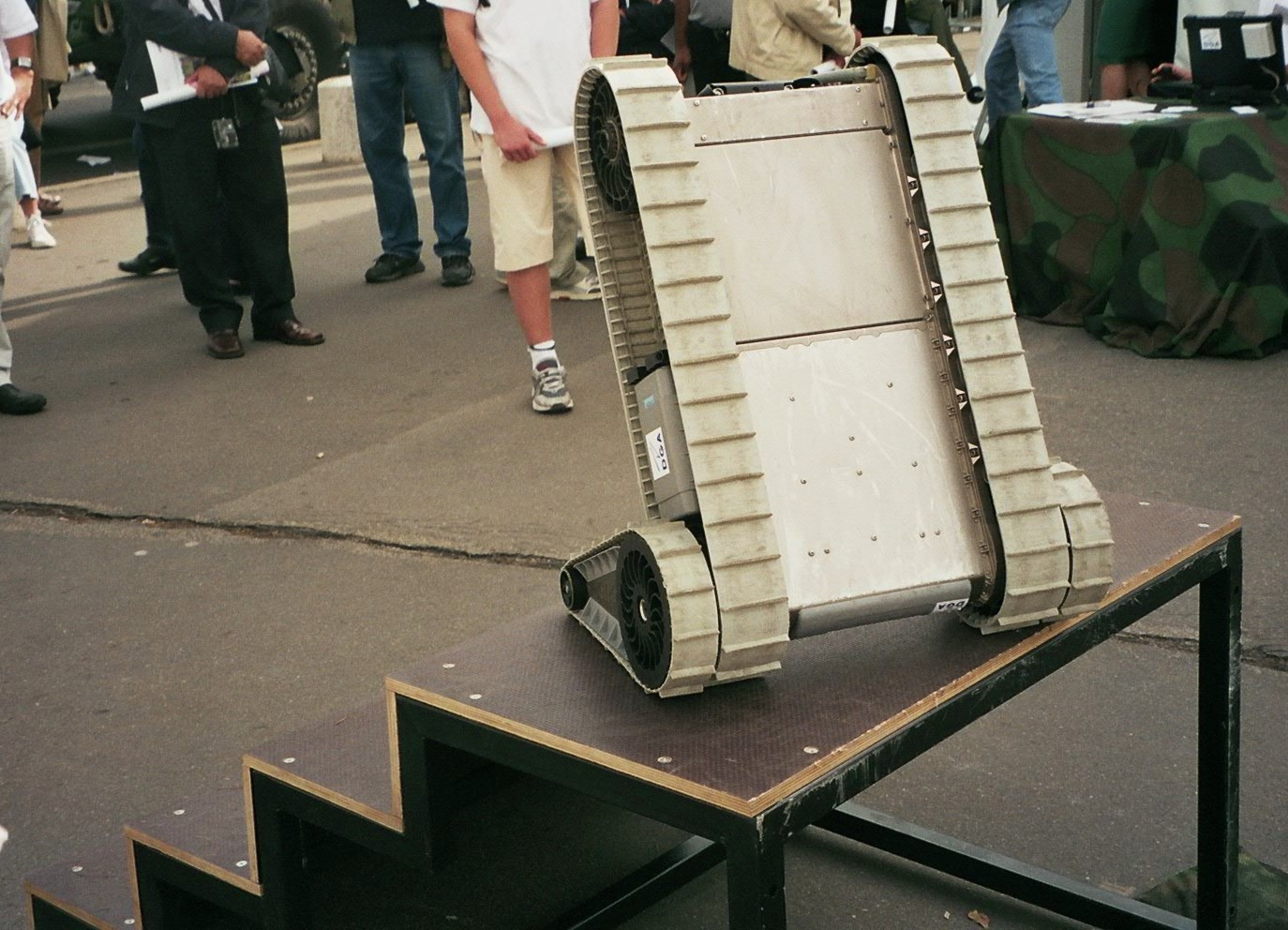
PackBot sendo demonstrado por militar francês

PackBot é um robô produzido pela Endeavor Robotics (antes pela iRobot Corp.) Foi construído para operar em condições adversas, como a navegação por terreno íngreme, exploração de cavernas nas montanhas, descida de encostas abruptas e travessia de pequenos rios. Funciona como um veículo de transporte miniaturizado, carregando câmeras e outros equipamentos de detecção, com isso ele mantém os soldados que o controlam fora do alcance do inimigo. O PackBot pesa 19kg, se move sobre esteiras de borracha. Os soldados americanos já usam o PackBot para revistar cavernas no Afeganistão e remover bombas plantadas nas laterais de estradas iraquianas[carece de fontes?]. A máquina usa um sistema de lasers para localizar atiradores e morteiros antes que o primeiro tiro seja disparado. O PackBot já salvou vidas de soldados americanos no Iraque[carece de fontes?], mas os militares americanos preferem não disponibilizar mais informações, temendo que os inimigos executem providências anti-robôs. 